# Tenis ziemny na Igrzyskach Małych Państw Europy 2007
Tenis ziemny na Igrzyskach Małych Państw Europy 2007 – turniej tenisowy, który był rozgrywany w dniach 5–9 czerwca 2007 roku podczas igrzysk małych państw Europy w Monako. Zawodnicy zmagali się na obiektach Monte Carlo Country Club. Tenisiści rywalizowali w czterech konkurencjach: singlu i deblu mężczyzn oraz kobiet.

## Medaliści
| Konkurencja             | Złoty medal                           | Srebrny medal                   | Brązowy medal                                                        |
| gra pojedyncza mężczyzn | Jean-René Lisnard                     | Benjamin Balleret               | Stefano Galvani Arnar Sigurdsson                                     |
| gra pojedyncza kobiet   | Stephanie Vogt                        | Claudine Schaul                 | Marina Novak Mandy Minella                                           |
| gra podwójna mężczyzn   | Guillaume Couillard Jean-René Lisnard | Stefano Galvani Domenico Vicini | Paul Gerbaud Farra Jorge Vila-Vila Gilles Kremer Mike Scheidweiler   |
| gra podwójna kobiet     | Mandy Minella Lynn Philippe           | Marina Novak Stephanie Vogt     | Louise-Alice Gambarini Emilia Milovanovic Lisa Camenzuli Sanya Jukic |

### Tabela medalowa
| Miejsce | Państwo       | Złoto | Srebro | Brąz | Razem |
| ------- | ------------- | ----- | ------ | ---- | ----- |
| 1       | Monako        | 2     | 1      | 1    | 4     |
| 2       | Luksemburg    | 1     | 1      | 2    | 4     |
| 3       | Liechtenstein | 1     | 1      | 1    | 3     |
| 4       | San Marino    | 0     | 1      | 1    | 2     |
| 5       | Islandia      | 0     | 0      | 1    | 1     |
|         | Andora        | 0     | 0      | 1    | 1     |
|         | Malta         | 0     | 0      | 1    | 1     |
|         | Razem         | 4     | 4      | 8    | 16    |